# Pedogenese
Die Pedogenese oder Bodenbildung bezeichnet den Prozess der Entstehung von Böden. Im Zuge der Bodenentwicklung kommt es zur Ausbildung und Veränderung von Bodenhorizonten bzw. deren Abfolgen, den Bodenprofilen. Man bezeichnet diesen Prozess auch als Profildifferenzierung, da die Bodenprofile in der Regel mit ihrer Entwicklung an Komplexität zunehmen.
Der Begriff der Bodenentwicklung umfasst dabei die Prozesse der Bodenbildung und stellt diese in einen allgemeinen Rahmen. Typische Stadien der Bodenentwicklung werden in der Bodenkunde als Bodentypen klassifiziert.

## Faktoren der Bodenbildung
Allgemein werden in der Bodenkunde fünf Faktoren unterschieden, aus deren Einfluss die Bodenbildung resultiert. Dabei kommen trotz unterschiedlicher Gewichtung immer alle Faktoren gleichzeitig zum Tragen:
- Dem Klima kommt eine zentrale Stellung zu, denn viele Bodentypen sind in ihrer Verbreitung stark an Klimazonen gebunden. Schlüsselpositionen nehmen dabei der Niederschlag (Wasserhaushalt) und die Temperatur ein, welche die Intensität chemischer, biologischer und physikalischer Prozesse im Boden beeinflussen.
- Lebewesen (Flora und Fauna) nehmen durch ihre Aktivität auf und in dem Boden einen entscheidenden Einfluss, denn erst durch sie kommt es zur Ausbildung von Humus. Daneben spielen sie auch bei der Torfbildung in Mooren oder der Durchmischung des Bodenmaterials (Regenwürmer etc.) eine Rolle. Bodenbakterien unterstützen die Bildung fruchtbarer Böden nicht nur als Zersetzer pflanzlicher Biomasse. Die Zellhüllen abgestorbener Bakterien bleiben im Boden erhalten. Sie bilden auf mineralischen Bodenbestandteilen einen organischen Film, der als Kristallisationspunkt maßgeblich zur Bodenbildung beiträgt.[1]
- Das Relief ist vor allem für die Intensität der Erosion entscheidend. Während sich in großen Ebenen sehr alte, tiefgründige Böden bilden, herrschen an Hängen junge und flachgründige vor. Darüber hinaus beeinflusst es den Verlauf von Flüssen und Seen oder die Lage des Grundwassers (Auenböden, Grundwasserböden etc.).
- Das Ausgangsmaterial bestimmt über seine Körnung und chemische Zusammensetzung viele Eigenschaften des Bodens wie den pH-Wert, den Nährstoffgehalt oder die Wasserspeicherfähigkeit entscheidend mit. So entsteht unter sonst gleichen Bedingungen auf Sand ein ganz anderer Boden als auf Ton.
- Der Einfluss der Zeit kann als übergeordneter Faktor angesehen werden, denn die Weiterentwicklung eines Bodens ist nie abgeschlossen. Je älter ein Boden ist, desto stärker unterscheiden sich seine Eigenschaften von denen des Ausgangsmaterials, und desto stärker ist seine Verwitterung. Dies zeigt sich z. B. in Deutschland an den Unterschieden zwischen Alt- und Jungmoränen.

Diese fünf Faktoren werden nach den englischen Begriffen (climate, organics, relief, parent material und time) auch als clorpt-Konzept bezeichnet.
Seit einiger Zeit wird zusätzlich zu diesen fünf Faktoren der Einfluss des Menschen als sechster Faktor angesehen. Durch menschliche Tätigkeiten werden mittlerweile weltweit Böden durch Tiefbaumaßnahmen, Erosionsbeschleunigung, Bodenbearbeitung oder Zufuhr technogener Materialien wie Müll beeinflusst.
Die folgende Tabelle zeigt typische Beispiele, in denen ein Bodentyp von einem Faktor der Bodenbildung dominiert wird.
| Entscheidender Faktor | Bodentyp                                  | Typische Bedingungen/Orte                                              |
| Zonale Böden          |                                           |                                                                        |
| Klima                 | Ferralsol Cryosol Terra rossa Schwarzerde | Immerfeuchte Tropen Tundra, Hochgebirge Mittelmeerklima Steppenklimate |
| Azonale Böden         |                                           |                                                                        |
| Lebewesen             | Moorboden                                 | Hochmoore, Niedermoore                                                 |
| Relief                | flachgründige Böden Auenböden Gleye       | Hänge breite Flusstäler Senken mit hohem Grundwasserspiegel            |
| Ausgangsmaterial      | Podsol Pelosol                            | kalkarmes Lockermaterial wie Sand hohe Tongehalte                      |
| Zeit                  | Podsol Regosol                            | älterer Standort auf Sand sehr junger Standort auf Sand                |
| Menschliche Aktivität | Tiefumbruchboden Plaggenboden Reduktosol  | Boden nach Tiefpflügen Boden nach Plaggendüngung Müllhalden            |

## Bodenbildungsprozesse
Bei den folgenden Prozessen der Bodenbildung sind verschiedene Bodenbildungsfaktoren beteiligt. Dabei wird zwischen Transformation (stoffliche Veränderung) und Translokation (räumliche Veränderung) unterschieden.

### Transformation
Die Prozesse der stofflichen Veränderung im Boden stehen nie für sich alleine. Es handelt sich vielmehr um aufbauende und abbauende Prozesse, die gegeneinander arbeiten.
- Abbau und Aufbau von Mineralien: Allgemein überwiegt der Zerfall (Verwitterung), also die Zerkleinerung von Ausgangsmaterial durch physikalische Einflüsse wie die Frostsprengung oder chemische Prozesse wie die Lösungsverwitterung. Böden verwittern daher mit der Zeit zunehmend, wodurch sehr alte Böden unfruchtbarer sind als vergleichsweise jüngere. Folgen der Verwitterung sind unter anderem Bodenversauerung, Verbraunung und Verlehmung oder Rubefizierung. Daneben bilden sich im Boden aber auch in geringem Maße stets neue Mineralien.
- Abbau und Aufbau von organischer Bodensubstanz: Auf jungen, wenig entwickelten Böden überwiegt die Humusanreicherung (Humifizierung), so dass die Gehalte steigen. Die organische Substanz im Boden wird aber auch beständig abgebaut (Mineralisierung). Je älter ein Standort wird, desto mehr gleichen sich beide Prozesse an. Langfristig wird ein Gleichgewicht erreicht.
- Aufbau und Abbau der Bodenstruktur: Beschreibt die physikalischen und biologischen Prozesse, die zur Gefügebildung (Aggregierung) oder -auflösung (Segregation) führen. Typische Prozesse hierbei sind Schrumpfen und Quellen von quellfähigen Tonmineralen, Verklebung durch Polysaccharide bei der Darmpassage des Regenwurms oder die Gefügezerstörung durch Natrium-Ionen.

### Translokation
Bei der Translokation gehen Stoffe in Lösung (Mobilisierung) und ändern anschließend ihre Position.
- Verlagerung: In der Regel handelt es sich um eine vertikale Verlagerung innerhalb des Bodenprofils. In feuchten Regionen werden die Stoffe aus dem Oberboden vom Sickerwasser in tiefere Bereiche verlagert, wo sie sich wieder absetzen. Von besonderer Bedeutung sind dabei die Tonverlagerung (Lessivierung) und die kombinierte Verlagerung von Humus und Sesquioxiden (Podsolierung). Im Unterboden bilden sich anschließend Anreicherungshorizonte aus Ton bzw. Humus und Sesquioxiden. Eine horizontale Verlagerung tritt ein, wenn sich gelöste Stoffe hangabwärts wieder ausfällen. Auf diese Weise reichert sich z. B. ausgetragenes Eisen aus höheren Regionen in Senken an (Raseneisenstein). In trockenen Regionen kann es durch die hohe Verdunstung auch zu einem Aufstieg von Grundwasser kommen. Hier reichern sich Stoffe nicht im Unterboden, sondern an der Oberfläche an, was zu Versalzungsproblemen führen kann. Die Anreicherung von Kalk kann ebenfalls in trockenen Regionen stattfinden (Carbonatisierung) und zu Verhärtungen im Untergrund führen.
- Vor allem Eisen wird unter sehr nassen Bedingungen durch Unterschiede im Redoxpotential sehr engräumig verlagert. Dieser Vorgang wird als Vergleyung (Grundwasserböden) bzw. Pseudovergleyung (Staunässeböden) bezeichnet.
- Auswaschung: Dieser Begriff wird verwendet, wenn Stoffe aus dem Bodenprofil ins Grundwasser gelangen und nicht wieder ausfällen, also abtransportiert werden. In feuchten Regionen, wo die Niederschläge die Verdunstung übersteigen, ist diese Auswaschung und damit Verarmung ein wesentliches Charakteristikum der Böden. Je nach Stoff werden unterschiedliche Bezeichnungen gewählt wie Nährstoffaustrag oder Entkalkung. Vor allem die Versauerung geht oft mit dem Kalkverlust einher. Die Endstufe der Auswaschung wird nur in den verwitterungsintensiven Tropen erreicht. Am Ende der Bodenentwicklung werden selbst die Silikate ausgewaschen (Desilifizierung), so dass nur noch die widerspenstigsten Eisen- und Aluminiumbestandteile zurückbleiben (Ferrallitisierung).

## Bedeutung für die Bodenansprache
Überwiegend genetische Bodenklassifizierungen wie die Deutsche Bodensystematik orientieren sich bei der Einteilung der Bodentypen an den (in der Vergangenheit vollzogenen) Bodenbildungsprozessen. Sie sind oft sehr exakt, setzen aber ein hohes Basiswissen über Böden voraus und sind für Laien schwer verständlich. Überwiegend diagnostische Bodenklassifizierungen wie das US-amerikanische System basieren fast nur auf vorhandenen Merkmalen. Sie können daher ohne jegliche Kenntnis der Bodengenese angewendet werden. In einigen Systemen wie der internationalen Bodenansprache WRB werden sowohl genetische als auch diagnostische Merkmale genutzt.

## Bodenentwicklungsreihen
Wenn die bodenbildenden Faktoren und Prozesse bekannt sind, kann nach genauer Betrachtung eines Standorts auch ohne nähere Untersuchung entschieden werden, welche Bodentypen in Frage kommen und höchstwahrscheinlich vorliegen. Da die Faktoren Klima, Relief, Ausgangsmaterial und Zeit in Kombination nur bestimmte Entwicklungen zulassen, wird von Bodenentwicklungsreihen (Sequenzen) gesprochen. In bestimmten Regionen kommen immer die gleichen Böden vor (Bodenvergesellschaftung).

### Zeitliche Entwicklungsreihen (Chronosequenzen)
Unter bestimmten Klimaverhältnissen machen Böden auf verschiedenen Ausgangsmaterialien immer eine vergleichbare Entwicklung durch, an deren Ende die Klimaxböden stehen. In ihnen laufen nach wie vor bodenbildende Prozesse ab, diese führen aber nur noch zu einer Vertiefung der Merkmale und nicht mehr zur Umwandlung in andere Bodentypen. Im Folgenden sollen einige Chronosequenzen schematisch aufgeführt werden, die typisch für Mitteleuropa sind:
Sandstein: Gestein → Syrosem → Ranker → Braunerde → Parabraunerde → Podsol
Sand: Sand → Lockersyrosem → Regosol → Braunerde → Parabraunerde → Podsol
Kalkstein (tonhaltig): Gestein → Syrosem → Rendzina → Terra fusca
Tonstein (kalkarm): Gestein → Syrosem → Ranker → Pelosol → Pseudogley
Löss (mergelig): Löss → Lockersyrosem → Pararendzina → Braunerde (feuchter) oder Schwarzerde (trockener) → Parabraunerde → Podsol → Pseudogley
Meeressedimente: Watt → Rohmarsch → Kalkmarsch → Kleimarsch → Altmarschböden wie Knickmarsch, Dwogmarsch oder Organomarsch

### Landschaftliche Entwicklungsreihen (Reliefsequenzen)
In Mitteleuropa finden sich je nach Landschaft typische Böden.
Altmoränen-Landschaft
- Siedlungsnähe: Plaggenesch (fast ausschließlich in Nordwestdeutschland)
- Sander: Podsol
- Geschiebesand: Braunerde (nährstoffarm)
- Senken: Gley

Flusslandschaften der Auen
- Oberlauf: Rambla
- Mittellauf: Paternia und Kalkpaterina
- Unterlauf: Tschernitza und Vega

In zunehmender Entfernung zum Fluss Gley und Niedermoor
Schichtstufenlandschaft der Mittelgebirge
- Bergrücken: ältere, entwickeltere Böden wie Pelosol (Tonstein), Braunerde (Sandstein, Mergelstein) oder Terra fusca (Kalkstein)
- Hänge: junge, geringmächtige Böden wie Ranker (Sandstein, Tonstein), Pararendzina (Mergelstein) oder Rendzina (Kalkstein).
- Hangfuß: Kolluvium (Ablagerungen durch Erosion)

Meeressedimente (Marschland):
- Deichvorland: Watt und Rohmarsch
- Jungmarschen: Kalkmarsch und Kleimarsch
- Altmarschen: Knickmarsch und Dwogmarsch
- Geestrand: Organomarsch

### Klimatische Entwicklungreihen (Klimasequenzen)
Obwohl das Klima in Mitteleuropa insgesamt recht ähnlich ist, sind Einflüsse auf die Bodenentwicklung auch kleinräumig nachweisbar.
Ein Beispiel ist die Bodenentwicklung in den deutschen Bördenlandschaften. Die dortigen Böden entstanden auf Löss, der während der letzten Eiszeit vor den Mittelgebirgen angeweht wurde. Sie sind noch so jung, dass sie nicht ihr Klimaxstadium (Pseudogley) erreicht haben. Je feuchter es nach Westen hin wird, desto weiter haben sie sich entwickelt.
- Kölner Becken (720 mm): Parabraunerde
- Hildesheimer Börde (660 mm): (Schwarzerde)-Parabraunerde
- Magdeburger Börde (600 mm): (Parabraunerde)-Schwarzerde
- Regenschattengebiet des Harzes (450 mm): Schwarzerde

Als weiteres Beispiel kann die Entstehung von Podsolen (Klimaxstadium auf Sand) genannt werden. Im regenreichen Nordwesten Deutschlands ist die Podsolierung bereits weit fortgeschritten. Ganz im Osten ist es deutlich trockener. Dort liegen auf gleich alten Sanden noch verstärkt Braunerden vor.